# Vitovlje (Travnik)
Vitovlje  is een lokale gemeenschap in de gemeente Travnik, in de Bosnië en Herzegovina.
In 2013 telde Vitovlje zo'n 588 inwoners, in 1991 waren dat er nog 788.

## Demografie
| Aantal inwoners naar jaar |              |              |              |
| Jaar lijst                | 1991         | 1981         | 1971         |
| Bosniërs                  | 356 (50,28%) | 313 (39,42%) | 333 (38,23%) |
| Serviërs                  | 315 (44,49%) | 407 (51,26%) | 478 (54,88%) |
| Kroaten                   | 27 (3,814%)  | 38 (4,786%)  | 58 (6,659%)  |
| Joegoslaven               | 5 (0,706%)   | 27 (3,401%)  | 2 (0,230%)   |
| Crnogorci                 | –            | 7 (0,882%)   | –            |
| Anderen                   | 5 (0,706%)   | 2 (0,252%)   | –            |
| Totaal                    | 708          | 794          | 871          |